# Stockton (Minnesota)
Stockton – miasto w Stanach Zjednoczonych, w stanie Minnesota, w hrabstwie Winona.